# 大門資長
大門 資長（だいもん すけたけ）は、戦国時代の武将。下野宇都宮氏、壬生氏の家臣。壬生氏庶流・大門氏の祖。下野国村井城主。

## 略歴
壬生綱重の三男として誕生。または壬生綱房の三男とする説がある。
壬生氏の一族として重臣に名を連ねる。壬生氏の鹿沼進出に伴い、鹿沼と壬生の交通路を掌握・確保するために鹿沼・壬生間の中継地点に位置する村井城の城主を任され、新たに大門を姓としたという。
天文年間に伊勢内宮の御師佐八氏に祈祷を依頼した書状が残されている。そこには「左衛門尉」の官途が記されており、資長は既に元服をはたしていた。
連歌師・宗長の『東路の津登』には「子・むまご、類ひろく栄えたる人」とある。